# بدر الدين الحسني
بدر الدين الحسني (1267- 1354 هـ / 1850- 1935 م) علَّامة سوري من أصول مغربية، اشتَهَر بلقب المحدِّث الأكبر، وهو شيخ شيوخ الشام. وهو شافعي المذهب أشعري العقيدة صوفي شاذلي الطريقة. وابنه الشيخ تاج الدين الحسني رئيس سورية في عهد الانتداب الفرنسي.     

## ولادته
هو محمد بدر الدين بن يوسف بن بدر الدين بن عبد الرحمن بن عبد الوهاب بن عبد الله بن عبد الملك بن عبد الغني الحسني، المغربي، المراكشي، السبتي من ذرية الشيخ الجزولي. ولد بدر الدين الحسني في دمشق سنة 1267هـ/ 1850م، وكانت ولادته في داره الملاصقة لدار الحديث الأشرفية التي كانت مقره ومقر علماء الحديث، وولادته هذه من أبوين فاضلين.
فوالدته السيدة عائشة بنت إبراهيم الشهير بالكزبري هي من عوائل دمشق المعروفة بالعلم، خصوصًا علم الحديث الشريف الذي انتهت رئاسته إليها، وهي عائلة آل الكزبري، وقد اعتنت رحمها الله بولدها، وسلمته إلى شيوخ العصر، ومن اعتنائها به أنها كانت لا ترضعه إلا وهي على طهارة كاملة وكانت في شهر رمضان لا ترضعه نهارًا. وقد رأت أمه رسول الله ﷺ وقد وضع تمرة في فمه فاستيقظت من منامها والتمرة في فمه يمضغها.
ووالده هو الشيخ يوسف بن الشيخ بدر الدين المراكشي السبتي الحسني الشافعي مذهبًا الدمشقي وفاة ينتهي نسبه إلى الولي الشيخ عبد العزيز التباع أستاذ الولي الشيخ الجزولي، والشيخ عبد العزيز المذكور ينتهي نسبه إلى الحسن السبط، والشيخ يوسف المذكور هاجر من مراكش إلى مصر ودخل الجامع الأزهر وأخذ عن الشيخ حسن العطار والشيخ الصاوي والفضالي والأمير الصغير والشيخ فتح الله وغيرهم من مشايخ العصر. ومن رفاقه في طلب العلم العلامة الأشموني والباجوري وغيرهما وأجيز من الشيخ المحدث عبد الرحمن الكزبري الدمشقي وله ما ينوف عن مئة مؤلف في سائر الفنون خصوصا الأدب.
نشأ في حجر والده وقد أتم حفظ القرآن الكريم وتعلم الكتابة وهو ابن سبع سنين ثم أخذ في مبادئ العلوم، ولما توفي والده كان له من العمر اثنتا عشرة سنة فجلس في غرفة والده في دار الحديث الأشرفية يطالع الكتب ويحفظ المتون بأنواع الفنون وقد حفظ عشرين ألف بيت من متون العلم المختلفة، وكان الإمام يحفظ غيبًا صحيحي البخاري ومسلم بأسانيدهما وموطأ مالك ومسند أحمد وسنن الترمذي وأبي داود والنسائي وابن ماجه وكان يحفظ أسماء رجال الحديث وما قيل فيهم من جرح وتعديل ويحفظ سني وفاتهم ويجيبك عما شئت منها.

## مذهبه الفقهي
كان شافعي المذهب كأبيه. وقد صرح بذلك في قصة مشهورة نقل عنه تلاميذه أنه ترك القصر في سفر قائلا أنه شافعي وفي مذهب إمامه أبي عبد الله الشافعي السفر الذي تقصر فيه الصلاة هو سفر الطاعة لا سفر المعصية، وأنه ليس سفر طاعة بسبب دين عليه. «كان لا يقصر وإنما يُتم الصلاة، فيُصلي الظهر أربعاً والعصر أربعاً والعشاء أربعاً ولا يقصر، فقال تلاميذه الذين رافقوه «فنقول له يا مولانا أليس مذهبك القصر؟»، يقول «بلى»، فيقولون له «إذن لماذا لا تفعل؟ أليس الأحب إلى الله أن تقصر؟» فيقول «بلى، ولكن أنا شافعي وفي مذهب إمامي أبي عبد الله الشافعي السفر الذي تُقصَر فيه الصلاة سفر الطاعة لا سفر المعصية»، فقالوا «يا مولانا وأنت في معصية؟»، أي إلى أين تذهب أنت؟ هل أنت في معصية؟ فقال «أنا مدين يا باه، أنا ما زال علىّ دَين ولم أُسدِّد كامل ديني يا باه، فهذا السفر ليس سفر طاعة»، ويُتِم الصلاة، الله أكبر، أرأيتم الورع الصادق؟ أرأيتم كيف تُستخدَم الشريعة في تهذيب النفس وزمها وخطمها والتضييق عليها، ولا تُوظَّف الشريعة للتلاعب لإنجاز الأهواء والأميال النفسانية وتغوّل حقوق الناس الأدبية والمعنوية والمادية؟!» 

## مؤلفاته
ومؤلفاته تنوف الأربعين ولم يجاوز العشرين من عمره وله الباع الطويل والقدم الراسخة في كافة العلوم حتى الرياضيات العالية، والحكمة، والفلسفة، والطب، والهيئة، والجغرافية، والهندسة، وكان إذا ذكر حديثًا جلس ساعة يتكلم في شرحه وما يستنبط منه حتى يقول الحاضرون لم يبق شيء يستنبط من هذا الحديث، ثم يقول الشيخ: ويؤخذ من هذا الحديث كذا وكذا ويؤخذ منه كذا وكذا الخ.
وفي يوم الجمعة يجلس بعد صلاتها إلى صلاة العصر في شرح حديث واحد في جامع بني أمية وكان يقرئ الطلاب في الجامع الأموي النحو، والصرف، والبلاغة، والمنطق، والفقه، وغيرها. وكان يقرئ تفسير البيضاوي عن ظهر قلبه بدون أن يحمل كراسة، ولما أحس أنه قد ألم بنفوس العلماء بعض القلق حيث أقبل الناس على درسه، اعتزل في غرفته في مدرسة دار الحديث الأشرفية ولم يخرج منها مدة عشر سنين وكان يصلي الجمعة في حجرته الملاصقة للمسجد من جهة الشرق وكان في حجرته نافذة إلى بيته يذهب ويأتي منها وفي مدة اعتزاله أكب على المطالعة والحفظ وأقبل بكليته على علم الحديث حتى صار فيه الحجة البالغة والمرجع الأوحد للعام والخاص.
ولما جاوز الثلاثين من عمره شرع في الدرس العام في جامع السادات بدلا من درسه السابق في مسجد بني أمية إرضاءً للمدرسين فيه، فقرأ درسا عاما عن ظهر قلبه من صحيح البخاري وقد أعجبت الناس فصاحته وتكلم على الحديث الواحد من علوم شتى لم تعرف بديار الشام كالحكمة والطب والرياضيات وغيرهما فلما كثر الخلق عليه وضاق بهم الجامع انتقل إلى جامع سنان باشا فكان يقرأ ليلة الجمعة والأثنين من المغرب إلى العشاء، فلما ضاق المسجد بالناس انتقل إلى الجامع الأموي وابتدأ فيه درسه الأول بالحديث الأول من صحيح البخاري فأجاد وأفاد حتى أخذ بمجامع قلوب السامعين من ولاة وحكام وعلماء وخطباء وأدباء وحكماء وعامة الناس، وذلك في سنة 1292هـ فما رأى الناس مثل هذا الدرس، وقد ذكر سند الحديث العالي ومشايخه وأتى على مقدمة قيمة في علم الحديث ولم يترك علما من العلوم المعقولة والمنقولة إلا وذكر شيئا منها ثم ختم الدرس بالدعاء بإصلاح الأمة والتوفيق لولاة الأمور وذلك بنظم سلس من إنشائه وارتجاله ثم داوم بعد ذلك على هذا الدرس في كل يوم جمعة من بعد صلاتها إلى أذان العصر فيقرأ حديثا من صحيح البخاري بسنده المتصل ويبين ما بني عليه من الأحكام الشرعية على اختلاف مذاهب المجتهدين مع مأخذهم وأدلتهم ويرجح الأقوى منها ويأتي بما يناسب المقام من سائر العلوم وقد تبلغ الأحاديث التي يذكرها استشهادا لحديث الباب منه مئة حديث ويذكر تلك الأحاديث بأسانيدها المتصلة ويقرر المسألة الواحدة على المذاهب الأربعة مع أدلتها ويطبق عليها علم الأصول وآداب البحث والبلاغة والتفسير والتوحيد والآلات كلها حتى الحكمة والفلسفة والطب والهيئة والهندسة. وكثيرا ما يحضر درسه من لهم اختصاص بالطب والرياضيات فيذعنون للأستاذ بأنه صاحب اليد العليا في هذه الفنون ويقولون أفنينا العمر وما وصلنا إلى ما وصل اليه الأستاذ، وكثيرًا ما يحضر درسه الحكام والقضاة وغيرهم فيجلسون إلى جانبه والناس حوله والواقفون أكثر من الجالسين وصوت الأستاذ يبلغ الجميع يهدر هدير الحمام وهو لا يتوقف ولا يتلعثم في حديث أو تمثيل أو عبارة مع حسن الإلقاء وكلما أطال الدرس أجاد، وينتقل من البحث الذي هو فيه إلى بحث آخر بأدنى مناسبة ويلتفت إلى الحاضرين بوجهه وهم طبقات شتى يذكر الأحاديث المخوفة ويشدد الأمر عليهم خصوصا ولاة الأمور حتى يبكيهم، ثم يعود بالمناسبة ويذكر الأحاديث الدالة على الرجاء وثواب من يتولى أمور الخلق فيعدل بينهم ويقوم بالحق ويؤدي الأمانات إلى أهلها، وهكذا شأنه، الترغيب والترهيب، شأن الأطباء الذين يجسون النبض ويضعون العلاج بحيث لا يمل السامع من حديثه ووعظه مهما طال ثم يختم درسه بالحديث المبدوء به مع انسجام غريب يحير الألباب وقد يذكر حديثا من المسلسلات بإسناده ورجاله وربما تزيد عن الثلاثين ولو كتب درسه الواحد بالحرف لبلغ جزءا لطيفا بلا شك ولا ريب، وكان أكثر طلابه ومستمعيه يكتب بسرعة الأحاديث التي يذكرها بالمناسبات وإذا فاتهم شيء من ذلك يتمونها منه خارج الدرس. ومع هذه السرعة يفهم الحاضرون كلامه حتى العامة منهم وينقلون كلامه إلى البيوت وإلى الشوارع وما ذلك إلا بسبب إخلاص المربي الكبير. وهكذا نشر علمه بين الناس فبمثل هذا فليعمل العاملون.

## وفاته
توفي يوم الجمعة الواقع في 27 ربيع الأول سنة 1354هـ الموافق لسنة 1935 م في دمشق وقد دفن في مقبرة الباب الصغير، وخرج نعشه مجلَّلًا بغطاء أبيض بسيط ـ حسب وصيته ـ ومشت دمشق وراءه بموكب رسمي وشعبي، فصلِّي عليه في الجامع الأموي في الساعة الرابعة والنصف، وصلِّي عليه غير مرة، ثم قرئت وصيته، ولم يصل الموكب إلى مقبرة الباب الصغير إلا في الساعة السابعة مساء لشدة الزحام.
ومن أشهر حاملي إجازة الشيخ بدر الدين: الشيخ مكي الكتاني، وعبد الكريم الرفاعي، ومحمد صالح الفرفور، ومحمود بن محمد السيد الحسني الحنبلي، وحسن حبنكة الميداني، ومحمد سعيد البرهاني، ومحمود الشقفة الحموي، وعبد الحكيم كفتارو.